# Envolvente de edificación
Una envolvente de edificación es el separador físico entre el entorno  acondicionado y  desacondicionado de una construcción, que incluye la resistencia al aire, agua, calor, luz y transferencia de ruido.
El término envolvente se usa en construcción para referirse a la superficie envolvente, “membrana” o “piel” construida que separa el interior del edificio del exterior en que se sitúa, “filtrando” las condiciones de ese exterior. Obviamente las condiciones del interior y el exterior son distintas, y las exteriores raramente son compatibles con el bienestar de las personas. De ahí la necesidad de un filtro técnico que aprovechará lo beneficioso de las condiciones exteriores, evitando a la vez lo perjudicial, cuidando así del bienestar de los que habitan el edificio. Además separarse del exterior permite el objetivo también básico de lograr privacidad
Así, la envolvente térmica de un edificio es de la parte que se encuentra en contacto con el aire exterior, la capa por donde notamos el frío o el calor y a la que más afectan las inclemencias meteorológicas.